# غاري لي برايس
غاري لي برايس (بالإنجليزية: Gary Lee Price)‏ هو نحات أمريكي، ولد في 2 مايو 1955.